# Komsomolsky (huyện)
Huyện Komsomolsky (tiếng Nga: ? райо́н) là một huyện hành chính tự quản (raion), của Chuvashia, Nga. Huyện có diện tích 630 km², dân số thời điểm ngày 1 tháng 1 năm 2000 là 28300 người. Trung tâm của huyện đóng ở Komsomol'sk.